# ماريو رودريغيز (لاعب كرة قدم مواليد 1972)
ماريو رودريغيز (بالإسبانية: Mario Antonio Rodríguez)‏ هو لاعب كرة قدم بيروفي، ولد في 18 مارس 1972 في ليما في بيرو. شارك مع منتخب بيرو لكرة القدم. أما مع النوادي، فقد لعب مع أليانزا ليما ونادي سبورتينغ كريستال.